# OpenVPN
OpenVPN – pakiet oprogramowania, który implementuje techniki tworzenia bezpiecznych połączeń punkt-punkt (VPN) lub strona-strona w sieciach routowanych lub mostkowanych. Umożliwia on tworzenie zaszyfrowanych połączeń między hostami przez sieć publiczną Internet (tunel) – używa do tego celu biblioteki OpenSSL oraz protokołów SSLv3/TLSv1. W przeciwieństwie do innych rozwiązań VPN nie bazuje na protokole IPsec jako medium. Pakiet ten dostępny jest na platformach Solaris, GNU/Linux, Android, OpenBSD, FreeBSD, NetBSD, QNX, Mac OS X oraz Windows 2000/XP/Vista/7/8/10. Cały pakiet składa się z jednego kodu binarnego dla klienta i serwera, opcjonalnego pliku konfigurującego oraz z jednego lub więcej plików kluczy w zależności od metody uwierzytelnienia. Aktualna wersja dla Windows posiada klienta dostępowego.
Został napisany przez Jamesa Yonana i jest publikowany na licencji GNU GPL.

## Szyfrowanie
OpenVPN używa bibliotek OpenSSL do szyfrowania danych i kanałów kontrolnych. Może również korzystać z HMAC, by stworzyć dodatkową warstwę zabezpieczenia połączenia. Pakiet jest w stanie również wykorzystać możliwości sprzętowe, by polepszyć stopień i jakość szyfrowania.

## Uwierzytelnienie
OpenVPN oferuje kilka metod uwierzytelnienia użytkowników: poprzez klucze, certyfikaty lub nazwę użytkownika i hasło (opcja z nazwą użytkownika i hasłem może być stosowana, w przypadku klienta bez certyfikatu).